# Basilica di Santa Maria a Pugliano
La basilica di Santa Maria a Pugliano sita nell'omonima piazza, è la chiesa madre di Ercolano e la più antica chiesa cittadina e dell'intera area vesuviana, è stata elevata a rango di basilica. All'interno dell'arciconfraternita vicina è custodita la statua della Madonna di Pugliano con Bambino Gesù che è patrona della città.

## Storia

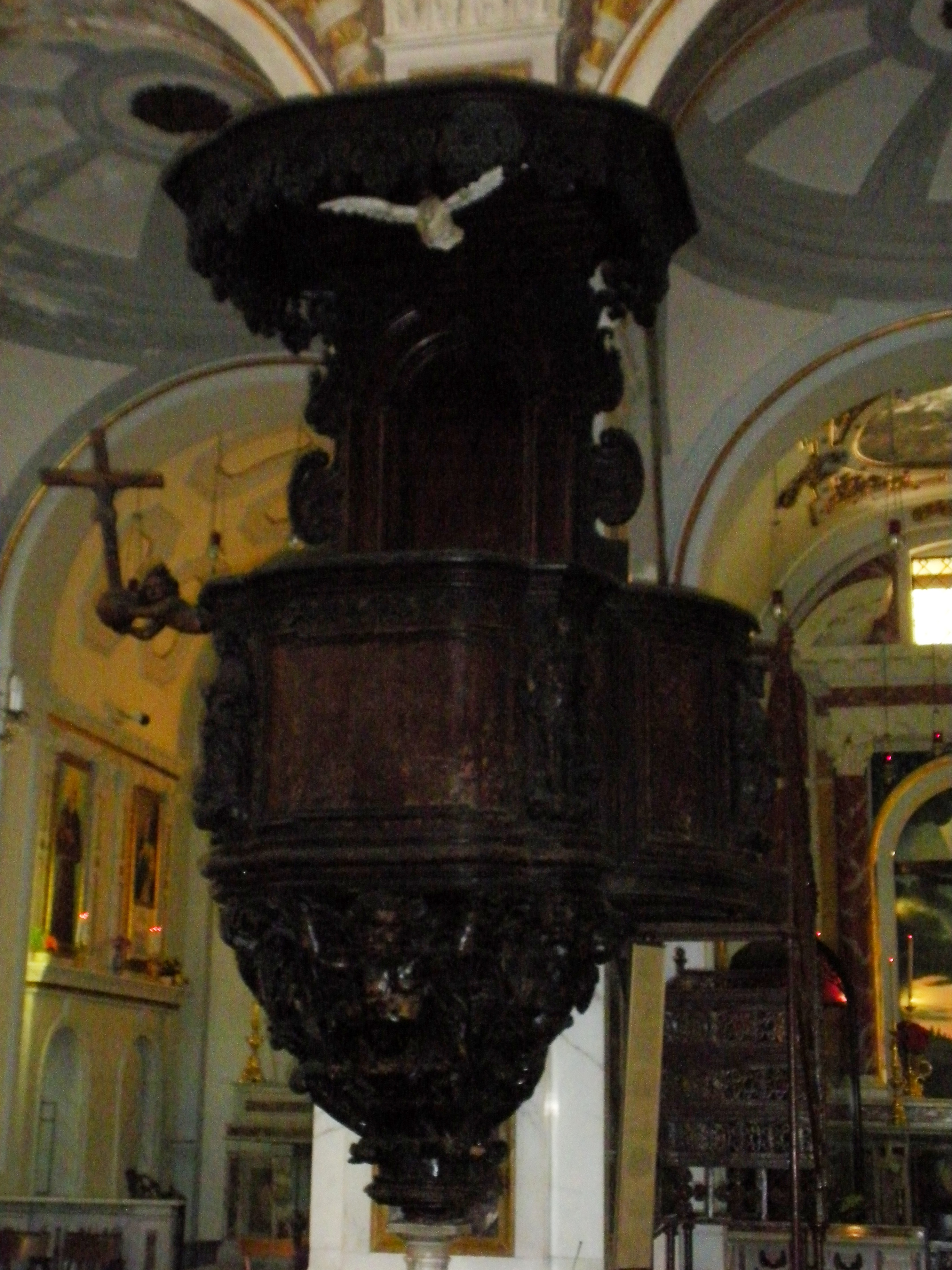
Basilica di Santa Maria a Pugliano, Ercolano: il pulpito in legno del 1628.

Le prime notizie della fondazione della fondazione della basilica di Santa Maria a Pugliano
Nell'XI secolo è attestata la presenza di un oratorio dedicato alla Vergine sulla collina denominata Pugliano il cui nome deriva probabilmente da praedium pollianum, un podere suburbano di Ercolano appartenuto ad un tale Pollio o Pollione. Si tratta del tempio più antico dell'area vesuviana e già alquanto famoso visto che nel 1076 una nobildonna napoletana fece lasciti a diverse chiese di Napoli e at S. Maria at Pugnanum tari 8. Altre testimonianze dell'antichità del santuario sono i due sarcofagi pagani in marmo del II e IV secolo d.C. che furono adattati ad altare cristiano probabilmente proprio dall'XI secolo: infatti un'iscrizione fa riferimento a tale Giovanni, figlio di Guaimaro V di Salerno che prese i voti nel monastero di San Sebastiano a Napoli da cui la chiesa dipendeva e del quale fu abate nel 1097.

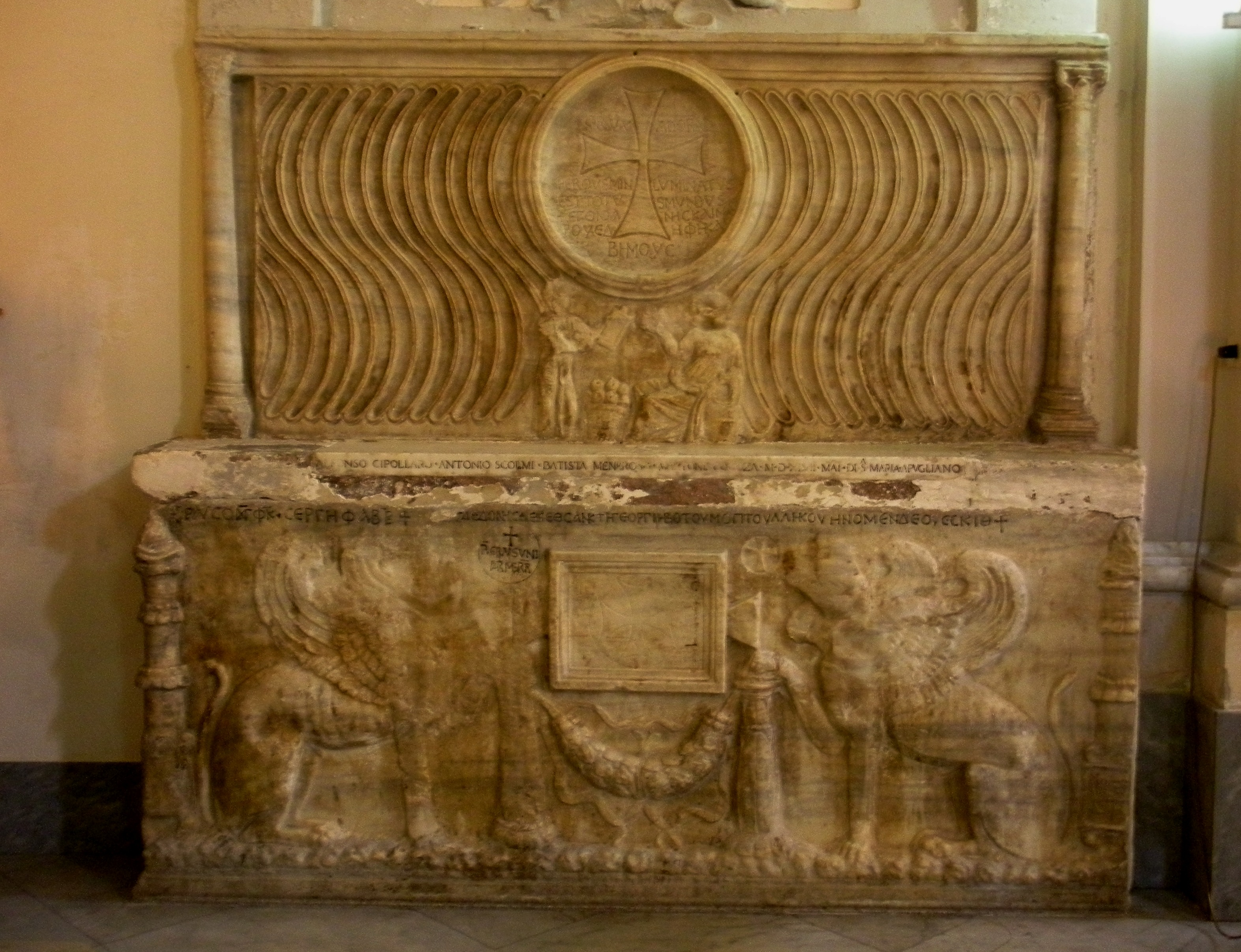
Basilica di Santa Maria a Pugliano, Ercolano: i due sarcofagi del II (inferiore) e IV (superiore) secolo d.C.

La nascita dell'Università di Resina e le nuove dipendenze del tempio
Con la nascita dell'Università di Resìna, il tempio passò dalle dipendenze del monastero di San Sebastiano all'Università, che gestiva il santuario attraverso l'Estaurita i cui compiti erano regolati da appositi Capitoli. Al XIV secolo risale la statua lignea della Madonna delle Grazie, o Madonna di Pugliano, di pregevole fattura di gusto francese, venerata sull'altare maggiore. A quel tempo lo stato dei luoghi era completamente diverso da oggi in quanto il sito di Pugliano era una collina solitaria alla quale si accedeva dall'attuale via Trentola che costituiva l'unica via che saliva dal centro cittadino verso il monte curvando nella parte terminale proprio verso la chiesa. Per questo motivo, infatti, si suppone che il tempio originario era orientato in senso est-ovest e non nord-sud come l'attuale e in corrispondenza della strada vi è un bel portale marmoreo del Cinquecento (oggi murato) che potrebbe essere stato il principale accesso all'edificio primitivo.

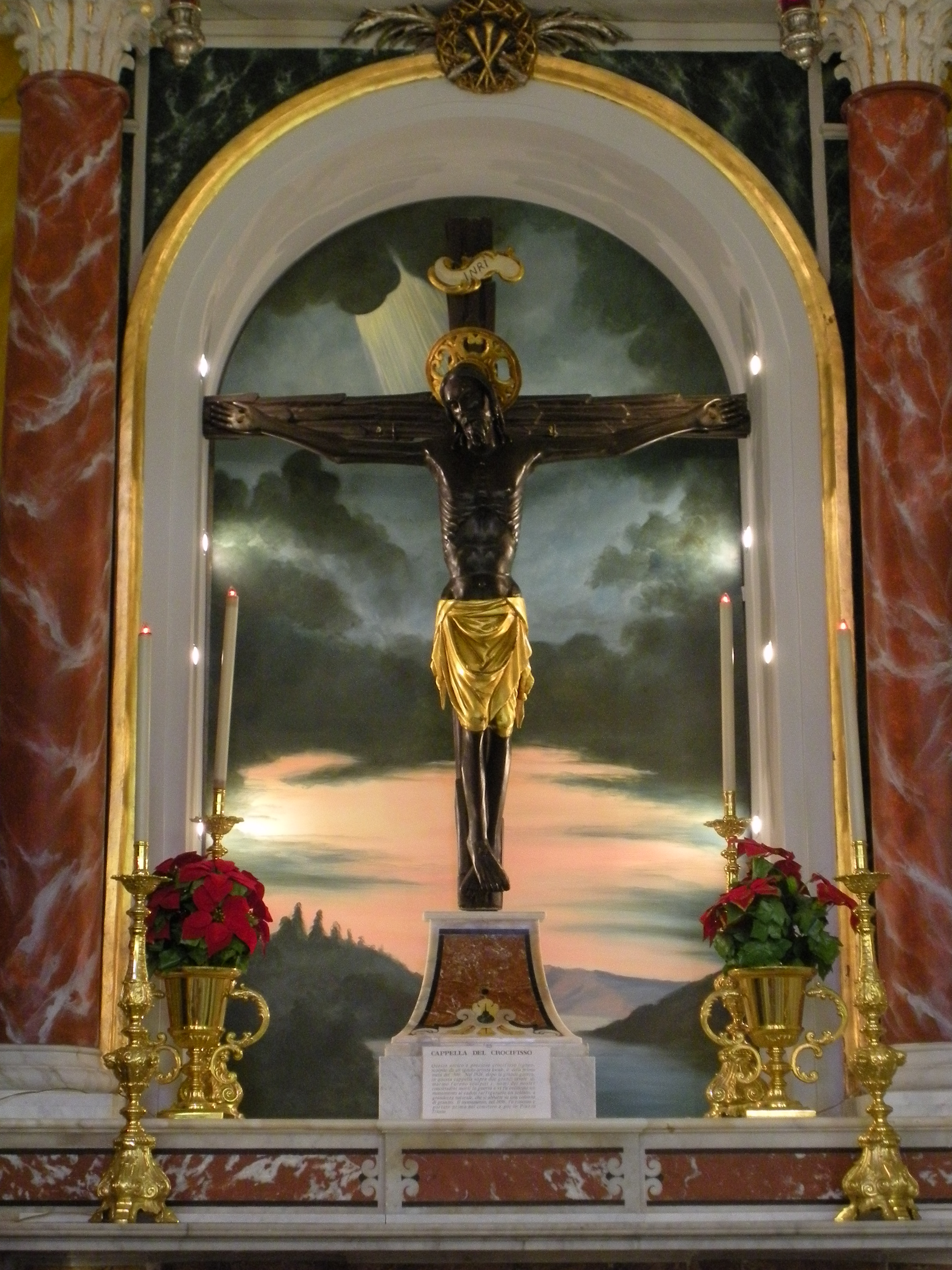
Basilica di Santa Maria a Pugliano, Ercolano: il crocifisso Nero in legno del XIV secolo.

Proprio nel XVI secolo la chiesa raggiunse la massima fama: il culto della Madonna di Pugliano delle era tale da far affluire a Resina numerosi pellegrini da tutte le contrade vesuviane e dal 1574 si ha la prima citazione della chiesa come basilica pontificia. Sicuramente nel 1576 fu eretta a parrocchia con una giurisdizione spirituale che comprendeva il territorio tra il Vesuvio e il mare, tra Torre del Greco e San Giovanni a Teduccio. Solo nel 1627 i cittadini di Portici chiesero ed ottennero dal cardinale di Napoli il distacco della loro comunità dalla parrocchia di S. Maria a Pugliano.
La bolla di papa Gregorio XIII
Il santuario godeva di molte indulgenze plenarie concesse dai pontefici romani e confermate da papa Gregorio XIII con la bolla del 13 giugno 1579: il primo venerdì di marzo, nella Pasqua di Resurrezione e all'Assunzione di Maria era concessa l'indulgenza plenaria a coloro che si fossero recati in preghiera nel tempio. Per tale motivo, come scrive il Celano, il santuario era "Frequentatissima stazione per le molte indulgenze che vi sono è la basilica di Pugliano, e nel primo venerdì di marzo e nel giorno della Pasqua di Resurrezione, in modo che questa strada vedasi piena di carrozze che vanno e vengono".

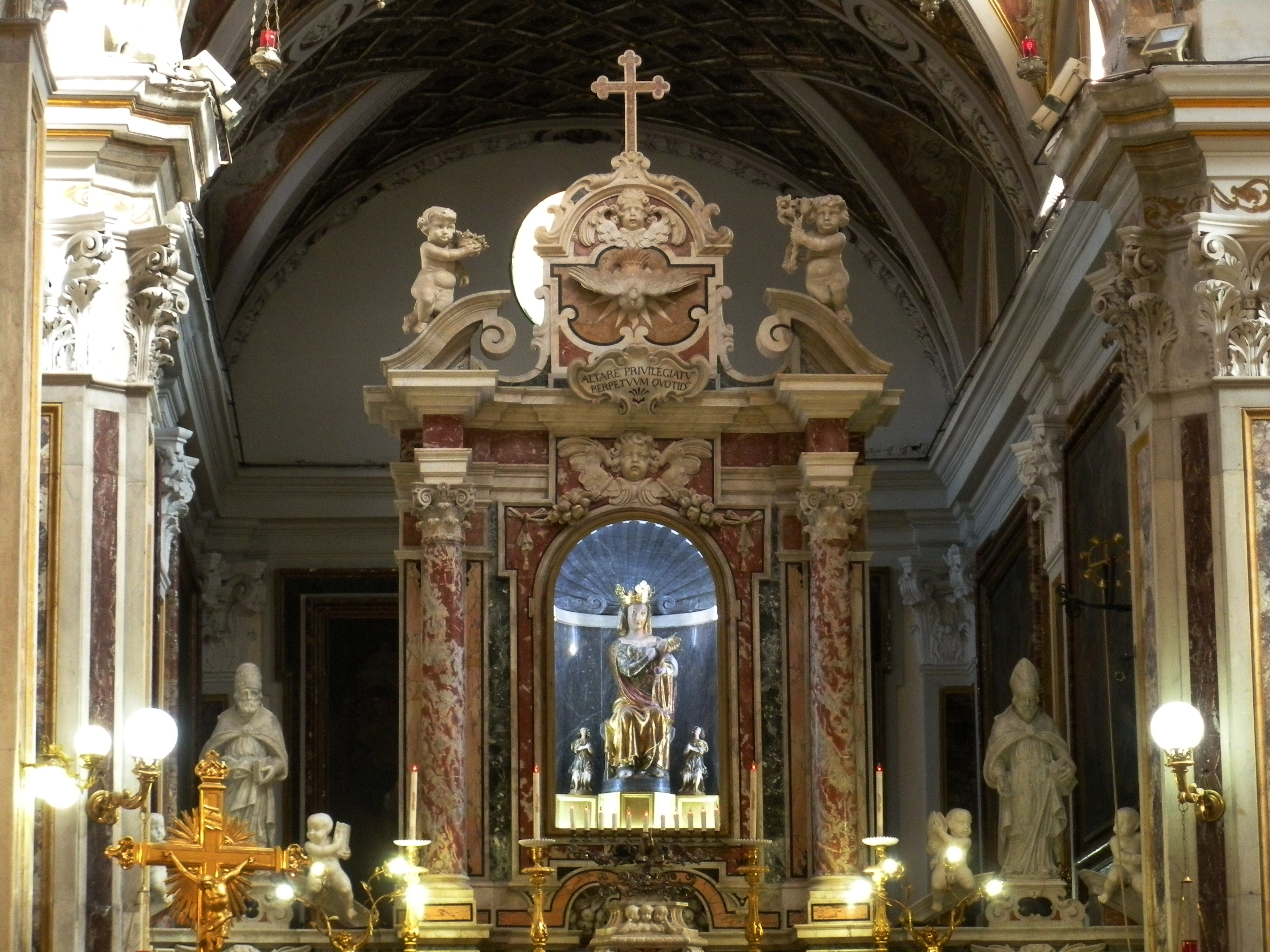
Basilica di Santa Maria a Pugliano, Ercolano: l'altare maggiore con la statua lignea della Madonna di Pugliano del XIV secolo.

Nuovi lavori di abbellimento interni
Nella seconda metà del secolo furono eseguiti importanti lavori di abbellimento come la realizzazione delle due cupole maiolicate, i portali come quello già citato, e il campanile. Durante la terribile eruzione del 1631 la chiesa si salvò dalla distruzione in quanto la colata lavica si divise proprio a monte della collinetta di Pugliano e un ramo proseguì nei campi tra Resìna e Torre del Greco e l'altro andò a colmare il vallone a est dell'abitato dove scorreva l'antico fiume di Ercolano spingendosi fino a Portici, devastandola in gran parte. Con il solidificarsi della lava, si creò una nuova piana tra il centro di Resìna e Pugliano e nella seconda metà del XVII secolo vi fu costruita la via più larga e diritta che conduceva direttamente al tempio mariano, aprendosi in uno slargo proprio dinanzi al campanile. L'accesso più agevole spinse ad eseguire nuovi lavori che cambiarono radicalmente il volto alla basilica avvicinandolo a quello attuale: sicuramente fu ruotato l'orientamento del tempio con una nuova facciata accanto al campanile verso via Pugliano, con un porticato a quattro archi.
Il nuovo cimitero interno alla basilica
C'è da ricordare che dopo le trasformazioni del Seicento nell'area sul lato del tempio che guarda verso via Trentola fu realizzata la Terra Santa, il primo cimitero di Resìna che fu regolarmente utilizzato fino al 1906, anno della costruzione del nuovo cimitero nella zona a monte della città: fu uno degli ultimi cimiteri italiani ad essere utilizzati all'interno del perimetro cittadino.
Festività di Santa Maria a Pugliano

Originariamente era venerata la Madonna di Ampellone, o Madonna delle Viti (ampelon in greco significa vigna) così chiamata per i vigneti che circondavano la collina di Pugliano; alcuni studiosi ipotizzano che il toponimo Pugliano possa derivare proprio dalla deformazione della parola Ampellone. Nel Trecento, era già diffuso il culto della Madonna delle Grazie, la cui statua fu realizzata nell'ambito della diffusione del gusto francese presso la corte angioina di Napoli. Benché si tratti evidentemente di una Madonna delle Grazie, in quanto raffigurata seduta in trono mentre allatta il Bambino Gesù, la Madonna di Pugliano è venerata anche come Madonna Assunta e la festa patronale è celebrata proprio il 15 agosto, giorno dell'Assunta. In realtà la confusione è solo apparente in quanto la festività di metà agosto era tra quelle più antiche dedicate alla Vergine, come l'8 settembre, anche prima di essere dedicata all'Assunzione (infatti presso ortodossi e armeni nella stessa data si festeggia la Vergine Dormiente). Anche tra i giorni in cui i pontefici romani concessero l'indulgenza plenaria vi era il 15 agosto.

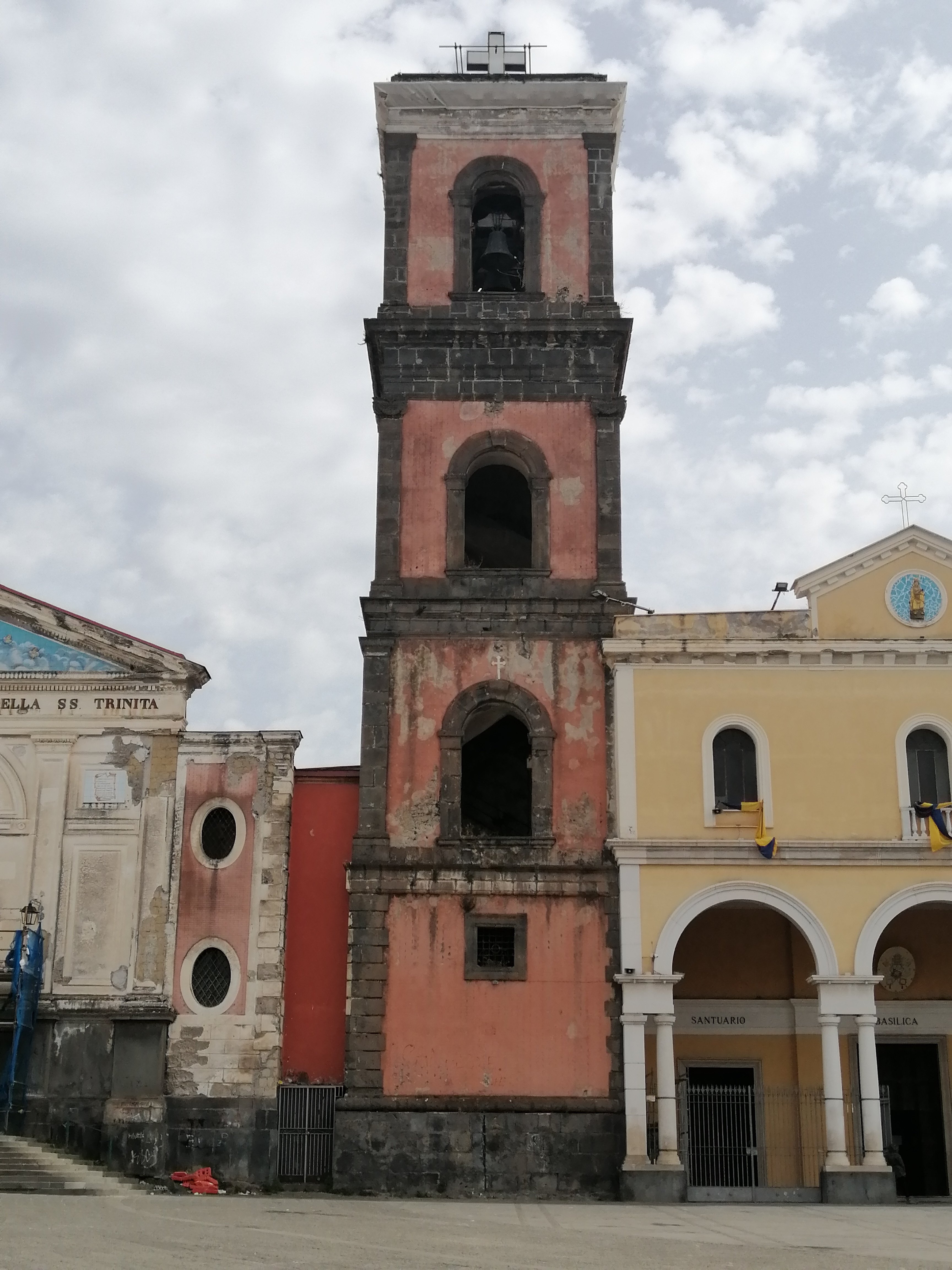
Il grande campanile della basilica di Santa Maria a Pugliano tra l'arciconfraternita e la basilica di Santa Maria a Pugliano.

## Descrizione
L'ubicazione della chiesa e la sua composizione esterna
Composizione interna della chiesa
Opere artistiche conservate al suo interno
L'imponente campanile fu costruito tra la seconda metà del XVI secolo e i primi anni del XVII secolo. A pianta quadrata, è alto 36,26 metri e largo 6,68 metri. È a quattro livelli con tre ordini di arcate sulla facciata principale e due sulle altre; la cella campanaria ospita tre campane di cui la più grande misura 1,40 metri di diametro, pesa 4 tonnellate e fu fusa grazie ad una donazione di 1.100 libbre d'oro da parte di re Ferdinando II. Nonostante a realizzazione dei moderni caseggiati nella seconda metà del Novecento, resta uno degli edifici più visibili intorno al golfo di Napoli. L'interno è in stile tardo barocco, anche se ha subito numerosi rimaneggiamenti fino al 1935.
L'impianto è a croce latina, con tre navate e un transetto asimmetrico. Vi sono custodite opere di grande pregio artistico e storico: le lastre marmoree dei due sarcofagi del II e IV secolo d.C. (già menzionati); le due acquasantiere, ricavate da vasche di epoca romana e adattate allo scopo nel 1584; la statua della Madonna delle Grazie e il Crocifisso Nero, entrambe pregevoli opere lignee della prima metà del XIV secolo; il fonte battesimale, opera del 1425, tra i più antichi al di fuori della città di Napoli; l'altare maggiore, opera della fine del Cinquecento; il busto ligneo di San Gennaro, del XVII secolo; il magnifico pulpito del 1685, coevo del coro retrostante l'altare maggiore e dell'armadio a stiglio della sagrestia: le tre opere sono in noce.
Tra le opere pittoriche, quasi tutte di buona fattura ad opera di artisti locali, le più antiche risalgono al XVI secolo, come il battesimo di Gesù nella cappella di san Giovanni battista, la Vergine con san Sebastiano e san Rocco, nella cappella di San Sebastiano e la Santissima Vergine del Rosario nella cappella del SS. Sacramento.

## la reale arciconfraternita della Santissima Trinità
La nascita della reale arciconfraternita della Santissima Trinità
Sul lato sinistro della facciata di Santa Maria a Pugliano dell'omonima piazza è affiancata la chiesa della Reale Arciconfraternita della Santissima Trinità. È sorta nel XV secolo. Il re Ferdinando II di Borbone, nel 1850, la insignì del titolo di Arciconfraternita in quanto era la più antica di Resina (il nome dell'antica città di Ercolano fino al 1969). Lo stesso titolo fu accordato da Pio IX nel 1851.
Composizione interna della chiesa
L'interno, con la volta a botte, presenta cassettoni indorati in epoca recente e cornicioni di stucco. Nell'abside c'è un tronetto con due colonne di marmo in stile corinzio. La tela rappresenta la Vergine con Bambino, Dio Padre e la colomba-Spirito Santo. A sinistra e destra due edicole in legno racchiudono le statue di Cristo Risorto e Madonna del Rosario. L'Opera più significativa è il Coro dei Confratelli di legno intarsiato, eseguito nel '700. Il Pulpito, in stucco, è del 1916. Nella sagrestia è da notare anche un antico bassorilievo del Redentore.
Le nuove ristrutturazioni e i lavori di ampliamento della chiesa
Nell'800 vi furono ulteriori modifiche: nel 1843 a sinistra del campanile fu costruita la cappella della Reale Arcicontraternita della SS. Trinità; nel 1860 fu murata l'arcata più esterna creando una torretta a due piani dove fu successivamente montato un orologio e alle tre arcate tra il campanile e la torre furono aggiunti i cancelli. Il 18 ottobre 1849 papa Pio IX in esilio a Portici, visitò la basilica. Nel 1875 la statua della Madonna delle Grazie fu solennemente incoronata.